# بزرگراه به جهنم (فیلم)
«بزرگراه به جهنم» (انگلیسی: Highway to Hell) فیلمی در ژانر کمدی ترسناک است که در سال ۱۹۹۲ منتشر شد.

## بازیگران
- چاد لو
- کریستی سوانسون
- آدام استورک
- بن استیلر
- جری استیلر
- ریچارد فارنزورث
- گیلبرت گوتفرید
- ایمی استیلر
- ان میرا
- لیتا فورد
- پاملا گیدلی